# Augustin Zegrean
Augustin Zegrean (n. 29 martie 1954, Sânmărtin, România) este un jurist român, între 1990-1992 senator de Bistrița-Năsăud din partea FSN, apoi deputat din partea PD. Din 13 iulie 2007 este judecător al Curții Constituționale, numit la propunerea Președinției României, în timpul mandatului președintelui Traian Băsescu. În data de 17 iunie 2010 a fost ales, cu cinci din nouă voturi, în funcția de președinte al Curții Constituționale a României.

## Biografie
Augustin Zegrean s-a născut la data de 29 martie 1954, în satul Sânmartin, Cluj. A absolvit cursurile Facultății de Drept din cadrul Universității Babeș-Bolyai din Cluj în anul 1980.
După absolvirea facultății a lucrat pe postul de consilier juridic la BJATM Bistrița (COMAT) (1980-1984) și apoi la ELECTRICA Bistrița (1984-1988). Începând din anul 1988 a profesat ca avocat în Baroul Bistrița-Năsăud, specializându-se în drept civil și comercial și având preocupări în domeniul privatizări societăților comerciale și în insolvență.
La alegerile din 20 mai 1990 a obținut un mandat de senator în județul Bistrița-Năsăud, din partea FSN. În legislatura 1990-1992 a fost vicepreședintele Comisiei Juridice a Senatului și membru al comisiei de redactare a Constituției României. Ulterior a devenit membru al PD. La alegerile din noiembrie 2004 a fost ales ca deputat de Bistrița-Năsăud pe lista PD. În această calitate, a fost membru în Comisia juridică de disciplină și imunități a Camerei Deputaților.
În anul 2007 a devenit arbitru la Curtea de Arbitraj Comercial Internațional de pe lângă Camera de Comerț și Industrii a României.
Din 13 iulie 2007 deține demnitatea de judecător al Curții Constituționale, fiind numit în această funcție la propunerea Președinției României, Traian Băsescu, pentru un mandat de 9 ani. În aceeași zi a demisionat din Camera Deputaților.

## Inițiative legislative
În anul 2007 a inițiat proiectul de lege nr. 368/2007, privind "regimul juridic al bunurilor imobiliare aparținând cultelor religioase ortodox și greco-catolic din România". Conform acestui proiect, restituirea bisericilor, caselor parohiale și mănăstirilor Bisericii Române Unite cu Roma ar fi urmat să fie făcută în funcție de ponderea credincioșilor din unitățile administrativ-teritoriale de la locul situării imobilului, ceea ce ar fi echivalat cu exproprierea BRU. O excepție de la această regulă a fost prevăzută la art. 3 al proiectului, cu privința catedralelor eparhiale "care aparțin cultului pe seama și în numele căruia au fost ctitorite inițial". Proiectul a primit aviz negativ din partea Consiliului Legislativ și din partea Guvernului Tăriceanu. Înscrierea acestui proiect de lege pe ordinea de zi a plenului Camerei Deputaților din 27-29 ianuarie 2009 a stârnit protestul întregului episcopat greco-catolic din România. Plenul Camerei Deputaților a retrimis proiectul la comisiile de specialitate. În data de 16 februarie 2009 conducerea Bisericii Române Unite a arătat că proiectul Zegrean este neconstituțional și unilateral. Inițiativa legislativă a celor trei deputați a fost respinsă de plenul Camerei Deputaților în data de 16 aprilie 2013.

## Varia
Augustin Zegrean vorbește limbile engleză și maghiară. Este căsătorit și are un fiu.

## Lucrări publicate
- Explicații teoretice la legea fondului funciar (Ed. Aldo Mar, 1991)